# Vintilă Cristescu
Vintilă Cristescu (ur. w 1896 w Braszowie, zm. w październiku 1971) – rumuński lekkoatleta, maratończyk. Reprezentant kraju podczas igrzysk w Amsterdamie (1928) – nie ukończył biegu maratońskiego. Rekord życiowy w maratonie 2:49:39 osiągnął w 1927.
Trzykrotny rekordzista kraju:
- bieg na 10 000 metrów – 38:40,00 (21 lipca 1922, Braszów)[2]
- bieg maratoński – 2:51:16 (1925)[3]
- bieg maratoński – 2:49:39 (1927)[3]